# CAPP
Computer-Aided Process Planning (CAPP), автоматизированная технологическая подготовка производства — это программные продукты, помогающие автоматизировать процесс подготовки производства, а именно планирование (проектирование) технологических процессов. Задача CAPP следующая: по заданной модели изделия, выполненной в CAD-системе, составить план его производства — маршрут изготовления. В этот маршрут входят сведения о последовательности технологических операций изготовления детали, а также сборочных операциях (при необходимости); оборудование, используемое на каждой операции, приспособление и инструмент, при помощи которого на операциях выполняется обработка. Обычно технологическая подготовка производства заключается в проектировании технологических процессов на новые изделия, или адаптация технологических процессов по уже имеющейся базе типовых технологических процессов. Если говорить об автоматизации проектирования технологических процессов, то существует два подхода: вариативный и генеративный.